# Đấu kiếm tại Đại hội Thể thao Đông Nam Á 2011
Đấu kiếm tại Đại hội Thể thao Đông Nam Á năm 2011 được tổ chức tại Đại học Indonesia, Jakarta, Indonesia, từ ngày 13 đến ngày 18 tháng 11 năm 2011.
Chương trình thi đấu bao gồm sáu nội dung chuẩn Olympic, chia đều cho cả nam và nữ:
- Đơn nam & đơn nữ ở ba loại kiếm: kiếm ba cạnh (épée), kiếm liễu (foil) và kiếm chém (sabre)
- Đồng đội nam & đồng đội nữ tương ứng cho từng loại kiếm

## Tóm tắt kết quả

### Nam
| Nội dung              | Vàng                                                                                 | Bạc                                                          | Đồng                                                                               |
| --------------------- | ------------------------------------------------------------------------------------ | ------------------------------------------------------------ | ---------------------------------------------------------------------------------- |
| Kiếm chém cá nhân     | Walbert Mendoza · Philippines                                                        | Vũ Thành An · Việt Nam                                       | Wiradech Kothny · Thái Lan                                                         |
| Kiếm chém cá nhân     | Walbert Mendoza · Philippines                                                        | Vũ Thành An · Việt Nam                                       | Yu Peng Kean · Malaysia                                                            |
| Kiếm chém đồng đội    | Malaysia · Radhi Hasim · Yu Peng Kean · Ming Chang                                   | Việt Nam · Vũ Thành An · Nguyễn Văn Quỳnh · Tô Văn Hợp       | Thái Lan · Phattana Thepmalaphansiri · Sansern Ngernrungruangroj · Wiradech Kothny |
| Kiếm chém đồng đội    | Malaysia · Radhi Hasim · Yu Peng Kean · Ming Chang                                   | Việt Nam · Vũ Thành An · Nguyễn Văn Quỳnh · Tô Văn Hợp       | Philippines · Gian Carlo Nocom · Edmon Velez · Eric Brando II                      |
|                       |                                                                                      |                                                              |                                                                                    |
| Kiếm liễu cá nhân     | Nontapat Panchan · Thái Lan                                                          | Suppakorn Sritang-orn · Thái Lan                             | Noor Iskandar Tauran · Malaysia                                                    |
| Kiếm liễu cá nhân     | Nontapat Panchan · Thái Lan                                                          | Suppakorn Sritang-orn · Thái Lan                             | Sinatrio Raharjo · Indonesia                                                       |
| Kiếm liễu đồng đội    | Thái Lan · Phatthanaphong Srisawat · Satabun Nootprapai · Nontapat Panchan           | Indonesia · Aditya Baskara · Hafidz Ricky · Sinatrio Raharjo | Malaysia · Sabri Nullah · Junaidi Bardin · Noor Iskandar Tauran                    |
| Kiếm liễu đồng đội    | Thái Lan · Phatthanaphong Srisawat · Satabun Nootprapai · Nontapat Panchan           | Indonesia · Aditya Baskara · Hafidz Ricky · Sinatrio Raharjo | Singapore · Wu Jie · Tan Yuanzi · Zhang Zhenggang                                  |
|                       |                                                                                      |                                                              |                                                                                    |
| Kiếm ba cạnh cá nhân  | Joshua Koh · Malaysia                                                                | Muhammad Haerullah · Indonesia                               | Nguyễn Tiến Nhật · Việt Nam                                                        |
| Kiếm ba cạnh cá nhân  | Joshua Koh · Malaysia                                                                | Muhammad Haerullah · Indonesia                               | Panthawit Chamcharern · Thái Lan                                                   |
| Kiếm ba cạnh đồng đội | Thái Lan · Songpraphai Wongshaton · Supoj Chavalanarumit · Witsarach Kongsuwankeeree | Indonesia · Cucu Sundara · Indra Jaya Kusuma · Budi Darmanto | Malaysia · Joshua Koh · Hasmie Sohaini · Noor Nashriq Adli Noor Jali               |
| Kiếm ba cạnh đồng đội | Thái Lan · Songpraphai Wongshaton · Supoj Chavalanarumit · Witsarach Kongsuwankeeree | Indonesia · Cucu Sundara · Indra Jaya Kusuma · Budi Darmanto | Việt Nam · Nguyễn Văn Thắng · Nguyễn Phước Đến · Nguyễn Tiến Nhật                  |

### Nữ
| Nội dung              | Vàng                                                            | Bạc                                                               | Đồng                                                                          |
| --------------------- | --------------------------------------------------------------- | ----------------------------------------------------------------- | ----------------------------------------------------------------------------- |
| Kiếm chém cá nhân     | Nguyễn Thị Lệ Dung · Việt Nam                                   | Diah Permatasari · Indonesia                                      | Nguyễn Thị Thanh Loan · Việt Nam                                              |
| Kiếm chém cá nhân     | Nguyễn Thị Lệ Dung · Việt Nam                                   | Diah Permatasari · Indonesia                                      | Sirawalai Starrat · Thái Lan                                                  |
| Kiếm chém đồng đội    | Indonesia · Maria Wauran · Ameila Noerliyami · Diah Permatasari | Việt Nam · Trinh Thi Ly · Nguyen Thi Hanh · Nguyễn Thị Thanh Loan | Thái Lan · Pramkamol Benjawan · Nanthip Pooriyapan · Sirawalai Starrat        |
| Kiếm chém đồng đội    | Indonesia · Maria Wauran · Ameila Noerliyami · Diah Permatasari | Việt Nam · Trinh Thi Ly · Nguyen Thi Hanh · Nguyễn Thị Thanh Loan | Philippines · Jylyn Nicanor · Lenny Otadoy · Michelle Brozula                 |
|                       |                                                                 |                                                                   |                                                                               |
| Kiếm liễu cá nhân     | Nguyễn Thị Tươi · Việt Nam                                      | Lê Thị Bích · Việt Nam                                            | Natasha Ezzra Abu Bakar · Malaysia                                            |
| Kiếm liễu cá nhân     | Nguyễn Thị Tươi · Việt Nam                                      | Lê Thị Bích · Việt Nam                                            | Nunta Chantasuvannasin · Thái Lan                                             |
| Kiếm liễu đồng đội    | Việt Nam · Nguyễn Thị Nguyệt · Lý Kiều Diễm · Nguyễn Thị Tươi   | Singapore · Cheryl Wong Ye Han · Joan Ang Liting · Wang Wenying   | Thái Lan · Nuanchan Phimkaeo · Chidchanok Limvattana · Nunta Chantasuvannasin |
| Kiếm liễu đồng đội    | Việt Nam · Nguyễn Thị Nguyệt · Lý Kiều Diễm · Nguyễn Thị Tươi   | Singapore · Cheryl Wong Ye Han · Joan Ang Liting · Wang Wenying   | Indonesia · Inca Maya Sari · Chintya Anreiny Pua · Verdiana Rihandini         |
|                       |                                                                 |                                                                   |                                                                               |
| Kiếm ba cạnh cá nhân  | Trần Thị Len · Việt Nam                                         | Isnawaty Sir Idar · Indonesia                                     | Wijitta Takhamwong · Thái Lan                                                 |
| Kiếm ba cạnh cá nhân  | Trần Thị Len · Việt Nam                                         | Isnawaty Sir Idar · Indonesia                                     | Ann Karin Melbye · Singapore                                                  |
| Kiếm ba cạnh đồng đội | Việt Nam · Nguyễn Thanh Vân · Nguyễn Thu Hiền · Trần Thị Len    | Indonesia · Dian Eka Pertiwi · Dian Rahmayati · Ikah Sarikah      | Thái Lan · Wanwipa Thongphueak · Daret Maksin · Wijitta Takhamwong            |
| Kiếm ba cạnh đồng đội | Việt Nam · Nguyễn Thanh Vân · Nguyễn Thu Hiền · Trần Thị Len    | Indonesia · Dian Eka Pertiwi · Dian Rahmayati · Ikah Sarikah      | Philippines · Madel Galvez · Harlene Orendain · Michelle Brozula              |

## Bảng huy chương
| Hạng               | Đoàn               | Vàng | Bạc | Đồng | Tổng số |
| ------------------ | ------------------ | ---- | --- | ---- | ------- |
| 1                  | Việt Nam           | 5    | 4   | 3    | 12      |
| 2                  | Thái Lan           | 3    | 1   | 9    | 13      |
| 3                  | Malaysia           | 2    | 0   | 5    | 7       |
| 4                  | Indonesia          | 1    | 6   | 2    | 9       |
| 5                  | Philippines        | 1    | 0   | 3    | 4       |
| 6                  | Singapore          | 0    | 1   | 2    | 3       |
| Tổng số (6 đơn vị) | Tổng số (6 đơn vị) | 12   | 12  | 24   | 48      |